# Königsdorf, Bad Tölz-Wolfratshausen
Königsdorf là một đô thị ở huyện Bad Tölz-Wolfratshausen bang Bayern nước Đức. Đô thị Königsdorf, Bad Tölz-Wolfratshausen có diện tích 45,69 km², dân số thời điểm ngày 31 tháng 12 năm 2006 là 2901 người.

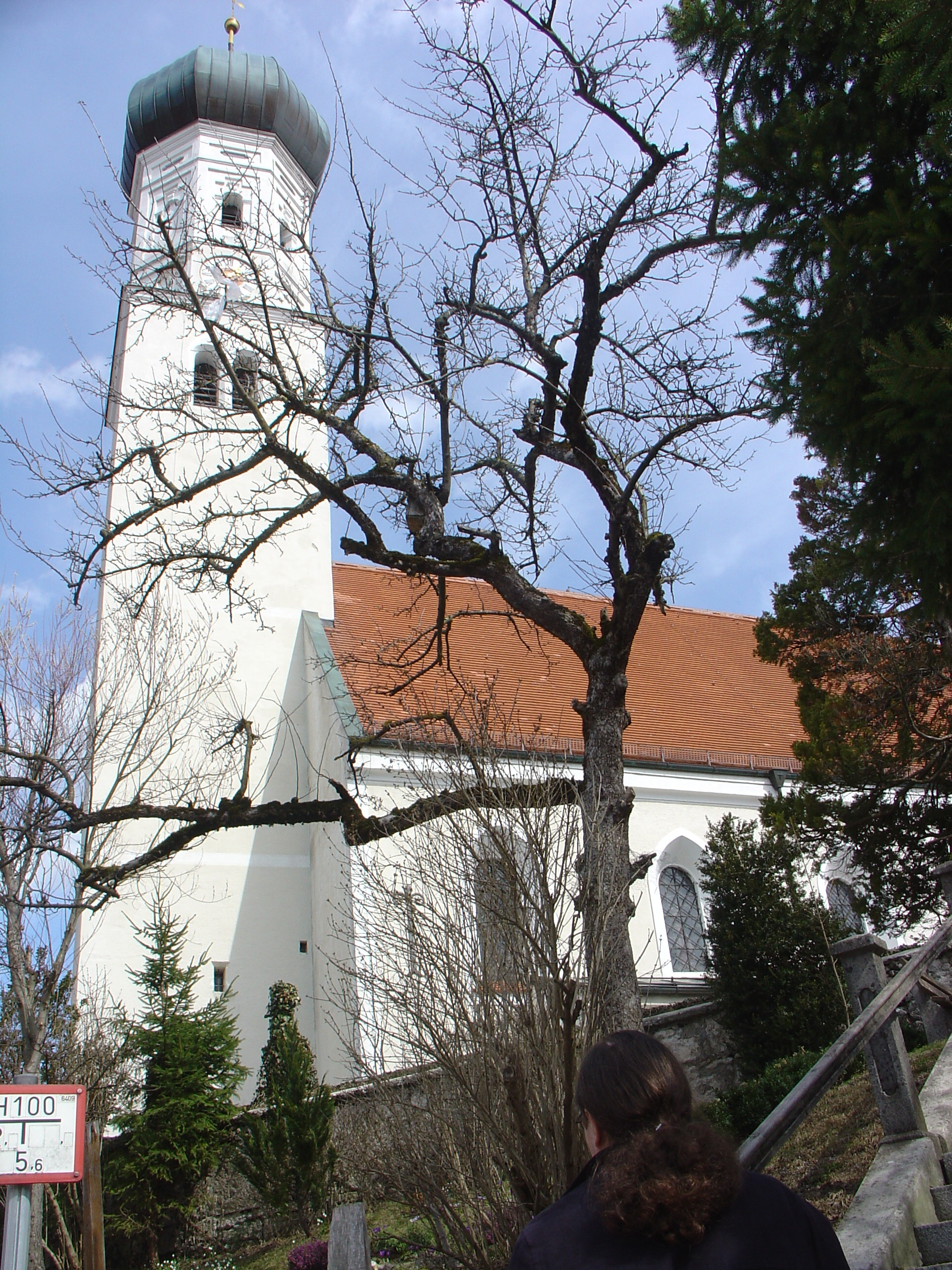
Nhà thờ St. Laurentius